# So Special -Version AI-/おくりびと
『So Special -Version AI-/おくりびと』（ソー・スペシャル・バージョン・アイ/おくりびと）は、2008年9月10日に発売されたAIの18枚目のシングルである。

## 概要
2008年第2弾のシングルで、15枚目のシングル『I'll Remember you / BRAND NEW DAY』以来3作目の両A面シングル。本作に収録の2曲は他アーティストとのコラボレーション作品となっている。
『おくりびと/So Special -Version AI-』を同時発売した（要は「おくりびと」を1曲目にしたもの）。

## 収録曲
1. So Special -Version AI- / AI + EXILE ATSUSHI
  - 作詞：AI、ATSUSHI／作曲：AI、ATSUSHI、UTA

タイトル通り、EXILEのベスト・アルバム『EXILE ENTERTAINMENT BEST』に収録の「So Special -Version EX-」の別バージョン。サビのメロディと歌詞が「Version EX」とは異なる[1]。
2. おくりびと
  - 作詞：AI／作曲・編曲：久石譲

映画『おくりびと』イメージソング。
久石が手がけた12本のチェロで編成された主題歌にAIが歌詞を付けたもの。なお、AIにとって映画のイメージソングを担当したのは本作が初となる[2]。

## 収録アルバム
- EXILE ENTERTAINMENT BEST／EXILE(＃1の原曲)
- Solo／EXILE ATSUSHI(＃1の原曲)
- VIVA A.I.(全曲)
- BEST A.I.(全曲)
- THE BEST DELUXE EDITION(#1)